# Augstbach (Traun)
Der Augstbach ist ein 5 km langer Gebirgsfluss im Ausseerland in der Steiermark. Er entspringt im Bereich mooriger Wiesen in der Blaa-Alm im Altausseer Ortsteil Ramsau und fließt vorerst in südliche, später in südöstliche Richtung, durchquert Altaussee und mündet kurz nach deren Austritt aus dem Altausseer See in die Altausseer Traun.
Das Tal des Augstbaches trennt am Südwestrand des Toten Gebirges den Loser (1838 m) vom alleinstehenden Sandling (1717 m).
Die Wasserqualität dieses Baches weist ein sehr hohes Niveau auf. Die Gewässergüte beträgt I bzw. I-II.

## Geschichtliches
Ursprünglich mündete der Augstbach 250 m nördlich des Seeausflusses in den Altausseer See. Sein Bachbett wurde allerdings künstlich verlegt, sodass er nunmehr westlich am Altausseer See vorbeifließt und erst 150 m unterhalb des Seeausflusses in die Traun mündet. Morphologisch ist die Umlegung des Augstbaches gut ersichtlich (z. B. bei der Gradieranlage), da das heutige Flussbett um bis zu 5 m höher als seine Umgebung liegt. Im ehemaligen Mündungsbereich des Augstbaches ist das Altausseer Wasserwerk situiert.
Die bereits vor 1530 erfolgte Verlegung dürfte darauf zurückzuführen sein, dass aufgrund des nahe gelegenen Salzbergbaues und der ab dem 13. Jahrhundert betriebenen Soleableitung in die Saline Bad Aussee immer wieder Sole austrat, sich in den Augstbach ergoss und so in den Altausseer See gelangte, wo die reichen Fischbestände stark dezimiert wurden.

## Hochwasserschutz
Bei Hochwasserereignissen können aus dem Einzugsgebiet des Augstbaches enorme Wassermengen sowie Geschiebe- und Wildholz abtransportiert werden.
Auf Grundlage des Schutzprojektes „Augstbach 2008“ wurden folgende Maßnahmen umgesetzt:
- Errichtung eines Hochwasserrückhaltebeckens mit Wildholzrechen (Fertigstellung 2012)
- Errichtung einer Geschieberückhaltesperre (Fertigstellung 2012)
- Sanierung des Unterlaufes (Beginn 2013)

Durch das Hochwasserrückhaltebecken mit einem Rückhaltevolumen ca. 57.000 m³ wird die 100-jährliche Abflussspitze von 35 m³/s auf rund 22 m³/s reduziert. Diese Hochwasserspitze kann vom Augstbach schadlos abtransportiert werden.

## Wissenswertes
Der Augstbach wird von den Österreichischen Bundesforsten ökologisch bewirtschaftet. In Hinblick auf die fischereiliche Nutzung ist er aufgrund der Hochwasserschutzmaßnahmen, welche für Fische unüberwindliche Barrieren darstellen, in mehrere Abschnitte gegliedert. Neben der Bachforelle weist der Augstbach als Besonderheit einen autochthonen Bestand der kleinwüchsigeren Steinforelle auf. Weiters kommt auch die Koppe vor. Das Vorkommen des Steinkrebses wird zwar vermutet, konnte aber nicht nachgewiesen werden.